# Langue des signes vénézuélienne
La langue des signes vénézuélienne (en espagnol : lengua de señas venezolana, LSV), est la langue des signes utilisée par les personnes sourdes et leurs proches au Venezuela.

## Histoire
La LSV est attestée au Venezuela depuis les années 1930, elle s'est développée avec la création de la première école pour sourds et aveugles (Instituto Venezolano de Ciegos y Sordomudos) en 1935, qui s'est séparée plus tard avec la création de l'école-atelier pour les sourds (Escuela Taller de Sordomudos).
En 1950 est fondée la première association de sourds du Venezuela (Asociación de sordomudos de Caracas). De nombreuses autres associations sourdes suivent, conduisant à la création de la Fédération vénézuélienne des sourds (Federación Venezolana de Sordos, FEVENSOR) en juin 1989.
En 1977 est créé un institut pour la stimulation de la communication orale (Instituto de Estimulación de la Comunicación Oral, IECO) visant à développer l'acquisition de la parole par une méthode oraliste. Celle-ci est abandonnée en 1985 quand le ministère de l'Éducation décide d'adopter un modèle d'éducation bilingue. Oviedo, en 1996, montre que l'enseignement bilingue est dispensé par des professeurs qui ne pratiquent pas la LSV couramment mais qui utilisent un mélange de grammaire espagnole et de LSV.
En 1999, l'article 81 de la constitution établi que « toute personne handicapée ou ayant des besoins particuliers à droit à une vie libre et pleine indépendamment de son handicap. […] L'État, avec la participation de la famille et de la communauté, garantit et promeut le respect, l'égalité des chances, les conditions de travail satisfaisantes et l'emploi conformément à ses capacités, pour les personnes handicapées. Il reconnaît le droit des sourds et les muets à utiliser la langue des signes comme moyen d'expression et de communication »,.
Au début du XXIe siècle, de nombreuses possibilités sont offertes à la communauté sourde vénézuélienne.
En 2006, une formation professionnelle et un projet d'orientation pour les Vénézuéliens sourds est lancé par la fondation Excelencia Humana y Productividad (EXHUPRO). Les élèves sourds peuvent aussi intégrer l'Orchestre symphonique des jeunes du Venezuela Simón Bolívar et étudier la musique, ou participer au projet « Gastronomie en signes » (Gastronomia en Señas) et y recevoir une formation culinaire par des chefs pratiquant la LSV. Certains Vénézuéliens sourds participent à l'Université des Andes (Universidad de Los Andes) de Mérida, avec un interprète de LSV. En 2009, un cours sur la technologie de l'information y a été dispensé à un groupe de six personnes sourdes par la Fundación Escuela Latinoamericana de Redes (EsLaRed).

## Caractéristiques
Wittmann classe la LSV comme un isolat (« protoype »).
La LSV a sans doute été mise au point à partir d'une combinaison de signes indigènes — apportés par les étudiants sourds — et de la langue des signes espagnole (LSE) — apportée par les instructeurs. José Arquero Urbano est souvent désigné comme l'un des créateurs de la LSV, c'était un membre important de la communauté sourde de Madrid, en Espagne, et il a dirigé la fondation de l'Association des sourds de Caracas (Asociación de sordomudos de Caracas) en 1950. Avec le temps, il est probable que la LSV et la LSE ont fortement divergé.
Un alphabet manuel est utilisé pour épeler.
La communauté sourde vénézuélienne signale qu'il y a des différences lexicales entre les variétés de la LSV utilisées dans les principales villes du pays. Cependant, les utilisateurs de la LSV indiquent qu'il n'y a pas de problèmes de compréhension importants découlant de ces différences lexicales. Bien qu'aucune étude n'aie été menée à ce sujet, il est admis que la LSV est commune à tout le pays.

## Communauté sourde du Venezuela

### Éducation
La méthode d'enseignement bilingue instituée comprend de nombreux enseignants qui ne pratiquent pas couramment la LSV mais utilisent un mélange de la grammaire de l'espagnol et de la LSV. Depuis 2009, du matériel pédagogique pour l'enseignement de la LSV ainsi que des programmes spécifiques pour les sourds sont utilisés en classe. Cependant, dans certains endroits, des aides-enseignants sourds ont été embauchés pour aider les enfants sourds dans leur apprentissage de la LSV. Il est néanmoins probable que de nombreux enfants sourds, en particulier dans les zones rurales, ne peuvent accéder à beaucoup d'éducation.

### Associations
Les membres de la Fédération vénézuélienne des sourds (FEVENSOR) servent de conseillers et de représentants dans divers événements et dans les procédures gouvernementales pour toutes les associations et institutions pour sourds du Venezuela. Douze associations sont affiliées à la FEVENSOR, dont l'Association des diplômés et amis de l'IECO (Asociación de Ex Alumnos y Amigos de IECO). La FEVENSOR a édité le premier dictionnaire de LSV et poursuit différents objectifs tels que l'accueil de camps de jeunes sourds, des cours de LSV, la formation des interprètes en coopération avec l'Université des Andes, la recherche pour l'éducation des sourds, la formation professionnelle, la sensibilisation à la surdité et la lutte contre la discrimination.

### Religion
Il existe de nombreux services religieux pour les sourds au Venezuela, notamment pour les Baptistes, les Pentecôtistes, les Adventistes et les Mormons. Le Ministère baptiste national des sourds (Ministerio Nacional Bautista de Sordos) offre une formation pour sourds et entendants sur divers sujets tels que la culture et la langue des signes, ainsi que des camps annuels et des programmes de soutien pour les Vénézuéliens sourds. Il aide les enfants des rues sourds, a établi une école chrétienne pour les sourds et a créé un manuel de signes religieux. Le Ministère des Églises de sourds (Ministerio de Iglesias de Sordos), fondé en 2003, rassemble plusieurs Églises chrétiennes et semble être le ministère sourd le plus répandu au Venezuela avec au moins douze ministres, cinq églises de sourds et cinq églises avec où les services sont interprétés.